# Christa Wolf
Pour les articles homonymes, voir Wolf.
Christa Wolf, née Christa Ihlenfeld le 18 mars 1929 à Landsberg-sur-la-Warthe alors en Allemagne (devenu Gorzów Wielkopolski après la Seconde guerre mondiale) et morte le 1er décembre 2011 à Berlin, est une romancière et essayiste allemande.
C'est l'un des écrivains les plus connus de la République démocratique allemande.

## Biographie
À l'instar de Günter Grass, Christa Ihlenfeld naît dans une famille de commerçants en pays de Lubusz, inclus dans la "Marche citérieure", ancienne région en Prusse située aujourd'hui en Pologne. En 1945, sa famille est déplacée par l'Armée rouge vers l'ouest, comme des milliers d'Allemands implantés à l'Est. Christa et ses parents s'installent dans la région du Mecklembourg. Dans un premier temps, elle travaille en tant qu'aide littéraire.
Elle obtient son baccalauréat en 1949. Cette même année, alors qu'est fondée la République démocratique allemande (RDA), elle adhère au Parti socialiste unifié d'Allemagne (SED) et en reste membre jusqu'à sa dissolution, en 1989. Elle fait des études de germanistique à Iéna puis à Leipzig. Elle se marie en 1951 avec l'écrivain Gerhard Wolf avec qui elle a une fille, Annette, un an plus tard ; quatre ans après, sa deuxième fille, Katrin, voit le jour.
Elle travaille en tant que collaboratrice scientifique de l'Union des écrivains de RDA et comme lectrice de différentes maisons d'édition ainsi que rédactrice de la revue Nouvelle littérature allemande (Neue Deutsche Literatur). De 1955 à 1977, elle est membre du comité directeur de l'Union des écrivains de la RDA.
À partir de 1962, elle fait de l'écriture son métier. Elle commence par rédiger des lettres et des journaux intimes. Elle publie son premier roman, Le Ciel partagé, en 1963 qui obtient un immense succès en RDA et est apprécié du gouvernement communiste. Il est adapté au cinéma par Konrad Wolf l'année suivante.
Christa Wolf vit à Kleinmachnow près de Berlin entre 1962 et 1976 pour s'installer à Berlin même en 1976.
Durant le 11e plénum du comité central du SED en 1965, elle critique la politique culturelle de son pays et subit la disgrâce du régime.
En 1972, elle entreprend un voyage à Paris et devient en 1984 membre de l'Académie européenne des sciences et des arts. Deux ans plus tard, elle adhère à l'Académie libre des arts à Hambourg (Freie Akademie der Künste).
En 1976, elle exprime son mécontentement face à l'expulsion du poète Wolf Biermann.
Elle entreprend de nombreux voyages de conférences, en Suède, en Finlande, en France et aux États-Unis.
En 1989, elle ne comprend pas immédiatement l'ampleur des manifestations parties de Leipzig contre Erich Honecker et s'oppose, après la chute du mur de Berlin, à la réunification allemande, souhaitant maintenir, au côté de la RFA, une République allemande « humaine et véritablement démocratique ».
En 1993, une polémique éclate à la suite de la publication de dossiers secrets de l'ex-RDA révélant une proximité de l'écrivain avec le Ministère de la Sécurité d'État (Stasi) qu'elle renseigna, de 1959 à 1963, sous le nom de code « IM Margarethe »,,. L'auteur se dit choquée mais avoue, dans une interview accordée la même année au Berliner Zeitung, avoir été une collaboratrice officieuse et « forcée » du ministère de la sûreté d'État de la RDA, sans avoir toutefois voulu nuire à quiconque et rappelant qu'elle fut aussi mise sous surveillance avec sa famille.
Elle meurt le 1er décembre 2011 à Berlin où elle était établie depuis plusieurs années. Elle repose au cimetière de Dorotheenstadt.

## Réception critique
Après la Réunification allemande, et particulièrement la publication de son récit Ce qui reste, Christa Wolf est prise pour cible dans une controverse qu'intensifie la révélation en 1993 de sa collaboration occasionnelle avec la Stasi. La critique de l'Allemagne occidentale, notamment de l'écrivain Frank Schirrmacher, reproche à Christa Wolf son ambivalence vis-à-vis de la RDA et le fait de n'avoir jamais vraiment critiqué l’autoritarisme du régime communiste, d'avoir composé avec lui,. D'autres parlent d'œuvres pompeuses, pétries de pathos et de « moralisme ». À l'inverse, ses défenseurs décrivent Christa Wolf comme une figure littéraire majeure et caractéristique de l’Allemagne orientale. En publiant une monographie sur les premiers romans de Christa Wolf, accompagnée d'essais sur ses ouvrages plus récents, Fausto Cercignani insiste sur l'ampleur de la production narrative de l'écrivain, abstraction faite de ses mésaventures politiques et personnelles. Par la suite, d’autres études critiques et universitaires analysent les aspects proprement littéraires des romans de l'auteur.
Dans ses œuvres, marquées par un jeu sur la temporalité et les voix narratives, Wolf fait en filigrane part de son engagement féministe et de ses préoccupations politique et sociale. Elle utilise plusieurs détours afin de représenter l'Allemagne de l'Est et ses zones d'ombre. Avec Le Ciel partagé (1963), elle évoque la vie d'une étudiante en usine et la séparation d'un couple provoquée par la construction du mur de Berlin. Christa T. (1968) narre le triste sort d'un auteur emporté par une leucémie ; maladie qui métaphorise les dysfonctionnements du régime communiste, pétrifié et amené à disparaître. Aucun lieu. Nulle part (1979) marque le divorce officiel de la romancière avec le gouvernement est-allemand et exprime sa désillusion politique. Avec Trame d'enfance (1976), elle revient sur le souvenir de son déplacement vers l'ouest et sa rencontre avec un ancien prisonnier des camps de concentration, rescapé d'une marche forcée. Cet événement provoque une prise de conscience douloureuse des horreurs du nazisme. Dans Incident nucléaire (1987), elle partage ses convictions écologistes et interroge, à travers l'évocation de la catastrophe nucléaire de Tchernobyl, le penchant monstrueux du monde moderne. Wolf se met ensuite en scène dans Ce qui reste (1990) pour évoquer une journée ordinaire durant laquelle elle est surveillée par la Stasi.
À partir des années 1980, elle trouve une inspiration nouvelle dans la réinterprétation des mythes antiques et fait référence à l'annonce imminente de la destruction (Cassandre. Les prémices et le récit, 1983) ou à la figure du bouc émissaire (Médée. Voix, 1996). Ce dernier ouvrage reflète la situation personnelle de Christa Wolf, le personnage de Médée y étant la victime toute trouvée d'une société en crise qui s'est lancée dans une absurde chasse aux sorcières.
Dans le recueil Ici même, autre part (2000), elle rappelle les propos de Wolfgang Heise à propos de la RDA qui « était comme chaque État : un instrument de domination. [...] Son idéologie était comme toute idéologie : une conscience fausse. [...] Je sais que j’ai demandé : que devons-nous faire ? Et que nous sommes restés longtemps silencieux jusqu'à ce qu’il dise : rester intègres. ».

## Prix et récompenses

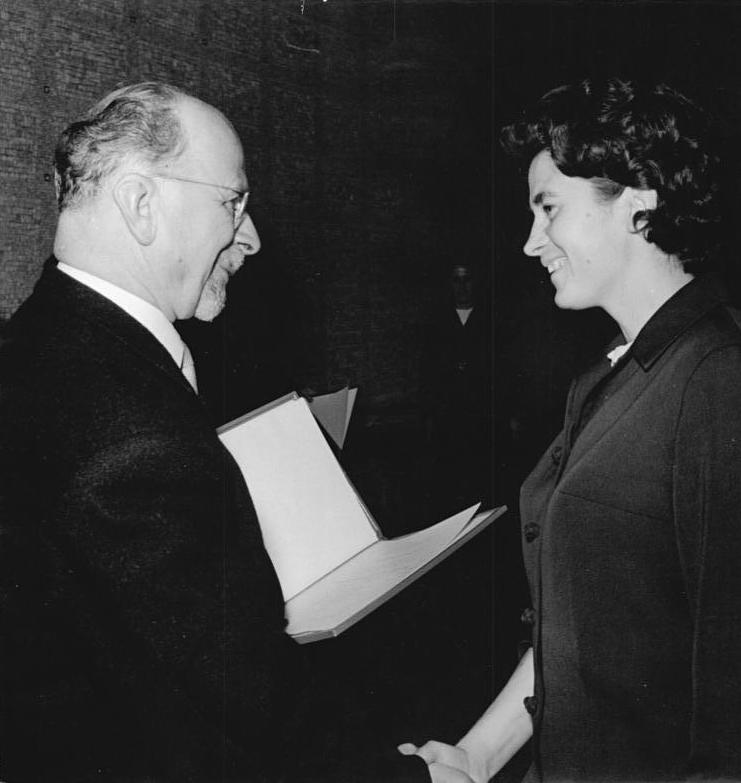
Remise du prix national de la République démocratique allemande par Walter Ulbricht (1964).

Elle compte parmi les femmes de lettres allemandes contemporaines les plus importantes. Ses œuvres ont été traduites dans de nombreuses langues. En 1963, elle obtient le prix Heinrich-Mann. En 1964 et 1987, elle est distinguée par le prix national de la République démocratique allemande (Nationalpreis der DDR).
En 1980, elle reçoit le prix Georg-Büchner et, en 1983, le Schiller-Gedächtnispreis,
ainsi que d'autres distinctions nationales et internationales.
Son ami Günter Grass, lauréat du prix Nobel de littérature en 1999, avait proposé dès les années 1970 que le Nobel soit attribué conjointement à un écrivain de l'Allemagne de l'Est et de l'Ouest comme symbole d'une réunification culturelle, suggérant que l'honneur soit aussi attribué à Christa Wolf. Mais cette proposition ne fut jamais prise en compte par l'Académie suédoise. Toutefois, le nom de Christa Wolf a souvent circulé, dans la presse et à Stockholm, comme possible lauréate de ce prix.
En 1999, elle reçoit le prix Nelly-Sachs.
En octobre 2010, pour l'ensemble de ses travaux, elle est couronnée du prix Thomas-Mann (de) nouvellement créé en Allemagne. Cette récompense est attribuée conjointement par la ville de Lübeck (ville natale de Thomas Mann) et l'Académie des Beaux-arts de Munich. Selon le jury, son œuvre « examine les combats, les espoirs et les erreurs de son époque de manière critique et autocritique, par une narration forte et une grande rigueur morale, et aborde des questions aussi fondamentales que le mythe et l'humanité ».
- Prix Uwe-Johnson (de) 2010, prix Georg-Büchner 2002.

## Publications
Traduites en français
- Le Ciel partagé, traduit par Bernard Robert, Éditeurs français réunis, 1963.
- Le Ciel divisé, traduit par Alain Lance et Renate Lance-Otterbein, Stock, 2009.
- Cassandre. Les Prémisses et le Récit, traduit par Alain Lance et Renate Lance-Otterbein, Alinéa, 1985 ; rééd. Stock 1994, 2003.
- Trame d’enfance, traduit par Ghislain Riccardi, Alinéa, 1987 ; rééd., Stock, 2009.
- Ce qui reste, traduit par Ghislain Riccardi, Alinéa, 1990 ; rééd. avec d'autres textes, Stock, 2009.
- Scènes d'été, traduit par Lucien Haag et Marie-Ange Roy, Alinéa, 1990.
- Aucun lieu. Nulle part, traduit par Alain Lance et Renate Lance-Otterbein, Stock, 1994 ; rééd. avec d'autres textes, Stock, 2009.
- Adieu aux fantômes, traduit par Alain Lance, Fayard, 1996.
- Médée. Voix, traduit par Alain Lance et Renate Lance-Otterbein, Fayard, 1997.
- Ici même, autre part, traduit par Alain Lance et Renate Lance-Otterbein, Fayard, 2000.
- Christa T., traduit par Marie-Simone Rollin, Fayard, 2003 ; rééd. avec d'autres textes, Stock, 2009. Révision de la traduction par Alain Lance et Renate Lance-Otterbein pour la réédition du cinquantenaire (ISBN 978-2-2340-8434-6).
- Le Corps même, traduit par Alain Lance et Renate Lance-Otterbein, Fayard, 2003.
- Un jour dans l'’année, traduit par Alain Lance et Renate Lance-Otterbein, Fayard, 2006.
- Ville des anges ou The Overcoat of Dr Freud, traduit par Alain Lance et Renate Lance-Otterbein, Le Seuil, 2012.
- August, traduit par Alain Lance et Renate Lance-Otterbein, Christian Bourgois, 2014.
- Mon nouveau siècle. Un jour dans l’année (2001-2011), traduit par Alain Lance et Renate Lance-Otterbein, Le Seuil, 2014.
- Lire, écrire, vivre, traduit par Alain Lance et Renate Lance-Otterbein, Christian Bourgois, 2015.

En allemand
- Moskauer Novelle, 1961
- Der geteilte Himmel. Erzählung, 1963
- Nachdenken über Christa T., 1969  (ISBN 3-630-62032-9)
- Lesen und Schreiben. Aufsätze und Betrachtungen, 1972
- Till Eulenspiegel, 1972
- Unter den Linden. Drei unwahrscheinliche Geschichten, 1974
- Kindheitsmuster, 1976
- Kein Ort Nirgends, 1979
- Fortgesetzter Versuch. Aufsätze, Gespräche, Essays; 1979
- Geschlechtertausch. Drei Erzählungen, zus. m. Sarah Kirsch und Irmtraud Morgner, 1980
- Lesen und Schreiben. Neue Sammlung, 1980
- Kassandra. Erzählung, 1983  (ISBN 3-423-11870-9)
- Voraussetzungen einer Erzählung: Kassandra. Frankfurter Poetik-Vorlesungen, 1983
- Die Dimension des Autors. Essays und Aufsätze, Reden und Gespräche. 1959 - 1985, 1986
- Störfall. Nachrichten eines Tages, 1987
- Ansprachen, 1988
- Sommerstück, 1989
- 'Was bleibt. Erzählung, 1990 (entstanden 1979)
- Reden im Herbst, 1990
- Sei gegrüßt und lebe. Eine Freundschaft in Briefen, 1964-1973.
- Auf dem Weg nach Tabou. Texte 1990-1994, 1994
- Medea: Stimmen, 1996  (ISBN 3-423-25157-3)
- Hierzulande Andernorts. Erzählungen und andere Texte 1994-1998, 1999
- Leibhaftig. Erzählung, 2002  (ISBN 3-630-62064-7)
- Ein Tag im Jahr. 1960-2000, 2003
- Mit anderem Blick. Récits. 2005
- Stadt der Engel oder The Overcoat of Dr. Freud. Suhrkamp, Berlin, 2010,  (ISBN 978-3-518-42050-8).
- Ein Tag im Jahr im neuen Jahrhundert. 2001-2011. 2012
- August. Erzählung. Suhrkamp, Berlin, 2012,  (ISBN 978-3-518-42328-8).
- Nachruf auf Lebende. Die Flucht. Suhrkamp, Berlin, 2014,  (ISBN 978-3-518-73714-9).
- Man steht sehr bequem zwischen allen Fronten. Briefe 1952–2011. Recueil par Sabine Wolf. Suhrkamp, Berlin, 2016,  (ISBN 978-3-518-42573-2).

## Pièces radiophoniques
- Kein Ort. Nirgends, Gerhard Wolf, WDR 1982
- Medea Stimmen, Hörpsielfassung

## Films
- Le Ciel partagé (Der geteilte Himmel), réalisé par Konrad Wolf et scénarisé par Christa et Gerhard Wolf, 1964
- Fräulein Schmetterling (de) réalisé par Kurt Barthel et scénarisé par Christa et Gerhard Wolf, 1966
- Die Toten bleiben jung (de)' réalisé par Joachim Kunert et scénarisé par Christa Wolf, Joachim Kunert, Gerhard Helwig d'après le roman d'Anna Seghers, 1968
- Till Eulenspiegel (de) réalisé par Rainer Simon et scénarisé par Rainer Simon, Jürgen Klauß, Christa et Gerhard Wolf, 1975

## Œuvres d'après l'œuvre de Christa Wolf
Michèle Reverdy, compositrice française, a écrit en 2001 un opéra, Médée, livret de Bernard Banoun et Kai Stefan Fritsch d'après le roman de Christa Wolf, créé à l'Opéra de Lyon en 2003 dans une mise en scène de Raoul Ruiz.
Michèle Fabien a écrit Cassandre, pièce de théâtre jouée pour la première fois en 1995 par l’Ensemble Théâtral Mobile.